# Козловский, Михаил Александрович
Михаи́л Алекса́ндрович Козло́вский (16 (28) января 1840, Свеаборг, Великое княжество Финляндское, Российская империя — после 1901) — русский генерал-лейтенант, начальник Оренбургского казачьего училища, участник Русско-турецкой войны 1877—1878 гг.

## Биография
Родился 16 (28) января 1840 г. в Свеаборгской крепости в семье потомственного дворянина из рода Козловских, адъютанта коменданта Свеаборгской крепости Александра Еремеевича (Дмитриевича) Козловского и его супруги Юлии Богдановны Вульф, дочери плац-майора Свеаборгской крепости Богдана (Готлиба) Ивановича Вульфа. Родной брат генерала от кавалерии Павла Александровича Козловского.
Получил образование в Воронежском кадетском корпусе и Константиновском военном училище.

### Военная служба
16 июня 1859 г. поступил на военную службу. 16 июня 1860 г. произведён в поручики. 14 июня 1864 г. произведён в штабс-капитаны. 6 апреля 1867 г. произведён в капитаны. 9 мая 1868 г. переименован в ротмистры.
8 лет командовал эскадроном, 10 лет командовал дивизионом.
12 февраля 1870 г. произведён в майоры 7-го гусарского Белорусского Е.И.В. Вел. кн. Михаила Николаевича полка. Участник Русско-турецкой войны 1877—1878 гг. 20 октября 1878 г. произведён в подполковники 7-го уланского Ольвиопольского генерал-адъютанта графа Остен-Сакена полка.
В 1882—1885 гг. проходил службу в 20-м драгунском Ольвиопольском полку. 26 февраля 1886 г. произведён в полковники. С 2 декабря 1885 г. по 9 декабря 1890 г. возглавлял Оренбургское казачье юнкерское училище.
С 9 декабря 1890 г. по 3 декабря 1897 г. командовал 25-м драгунским Казанским Е.И.В. эрцгерцога Австрийского Леопольда полком. 3 декабря 1897 г. произведён в генерал-майоры с назначением командиром 1-й бригады 10-й кавалерийской дивизии.
16 января 1901 г. уволен от службы за болезнью с производством в генерал-лейтенанты, с мундиром и пенсией.

### Личная жизнь
Был женат на Аделаиде Иосафовне Курчаниновой, дочери белгородского помещика, корнета Иосафа Фёдоровича Курчанинова. В браке родилось семеро детей: Юлия, София, Александра, Михаил, Леонид, Евгения и Клавдия.

## Военные чины
- 16 июня 1860 г. — поручик
- 14 июня 1864 г. — штабс-капитан
- 6 апреля 1867 г. — капитан
- 9 мая 1868 г. — ротмистр
- 12 февраля 1870 г. — майор
- 20 октября 1878 г. — подполковник
- 26 февраля 1886 г. — полковник кавалерии
- 3 декабря 1897 г. — генерал-майор
- 16 января 1901 г. — генерал-лейтенант

## Награды
- 1869 — Орден Святого Станислава 3 степени
- 1873 — Орден Святой Анны 3 степени
- 1879 — Орден Святого Станислава 2 степени с мечами
- 1883 — Орден Святой Анны 2 степени
- 1886 — Орден Святого Владимира 4 степени с бантом за 25 лет службы
- 1889 — Орден Святого Владимира 3 степени